# Khushal Asefi

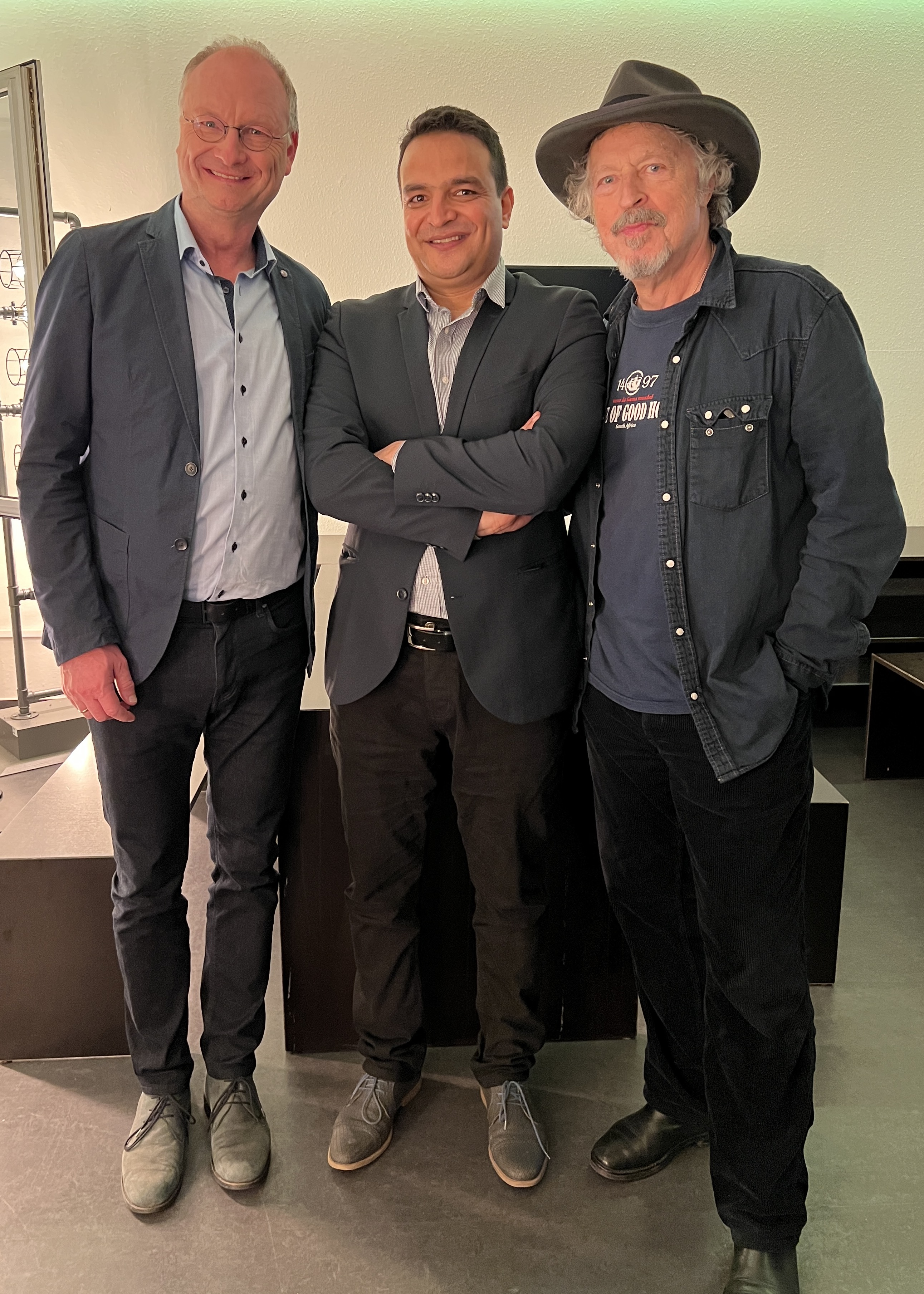
Khushal Asefi mit Sven Plöger und Wolfgang Niedecken am 22. Dezember 2022 in Köln.

Khushal Asefi (paschtunisch und persisch خوشحال آصفی; * 17. April 1987 in Kabul, Afghanistan) ist ein afghanischer TV-Moderator, Journalist und Universitätsdozent.

## Biografie
Khushal Asefi verbrachte seine Kindheit in der Provinz Wardak. Wegen der besseren Bildungschancen zog seine Familie nach Kabul. Von 1996 bis 2003 besuchte er dort die Habibia High School-Kabul. Von 2010 bis 2014 studierte er in Kabul an der Khatamul Nabeen University und erwarb seinen Bachelor in Political Science. Am Afghan Institute of Journalism and Anchoring der Norwan Universität studierte Khushal Asefi von 2015 bis 2017 und erwarb dort seinen Master Degree in International Relations.
In Afghanistan arbeitete Khushal Asefi erfolgreich für Tolo TV, Arman Radio, Lemar TV und ATN Ariana. Er moderierte und produzierte zahlreiche TV- und Radio-Shows für Ariana Television and Radio und ist eine bekannte Persönlichkeit der afghanischen Medienwelt.
Er war Moderator der beliebten Morgen-Show von Ariana Television Network und zugleich Manager von ATN Radio. Bis zur Machtübernahme durch die Taliban leitete er von 2018 bis 2021 als Managing Director und Executive Vice President den Senders Ariana Radio & Television Network (ATN). Er war auch Koordinator der DW Deutschen Welle Programme in Ariana TV in den Sprachen Pashto und Dari. Als Autor verfasste er mehrere Bücher, die in Afghanistan erschienen, darunter ein Lehrbuch zur TV- und Radio-Produktion.
Als es für ihn lebensgefährlich wurde, verließ Khushal Asefi im Herbst 2021 Afghanistan und konnte als Ortskraft nach Deutschland einreisen, wo er heute lebt. Am 22. Dezember 2022 war Khushal Asefi als Gast in der WDR-Show gegen den Hunger in der Welt zu sehen, moderiert von Bettina Böttinger. Weitere Gäste waren unter anderem Sven Plöger und Wolfgang Niedecken. Khushal Asefi ist gefragt als kenntnisreicher Kommentator und Journalist und erscheint regelmäßig in Exil-Medien der afghanischen Diaspora im Interview.

## Auszeichnungen und Preise
- Best Radio Manager Award (Ariana Television Network) Kabul, Afghanistan
- Best Student Award (Norwan Journalism institute) Kabul Afghanistan
- Best Journalist Appreciation letter (Ministry of culture and information) Kabul, Afghanistan
- Best Journalist Appreciation letter (Afghanistan’s Parliament) Kabul, Afghanistan
- Great Advisor Appreciation letter (OTED organization) Kabul, Afghanistan
- Best Radio Manager Appreciation letter (Kapisa Province education department) Kabul Afghanistan
- Best Radio Manager Appreciation letter (Afghan Civil society) Kabul Afghanistan
- Best presenter Appreciation letter (Afghanistan’s Journalists Union) Kabul, Afghanistan
- Best Journalist Appreciation letter (Afghans Union in Holland Country) Kabul, Afghanistan
- Best English instructor Appreciation letter (Jahid Danish Cultural Association) Kabul, Afghanistan